# Mudroské příměří

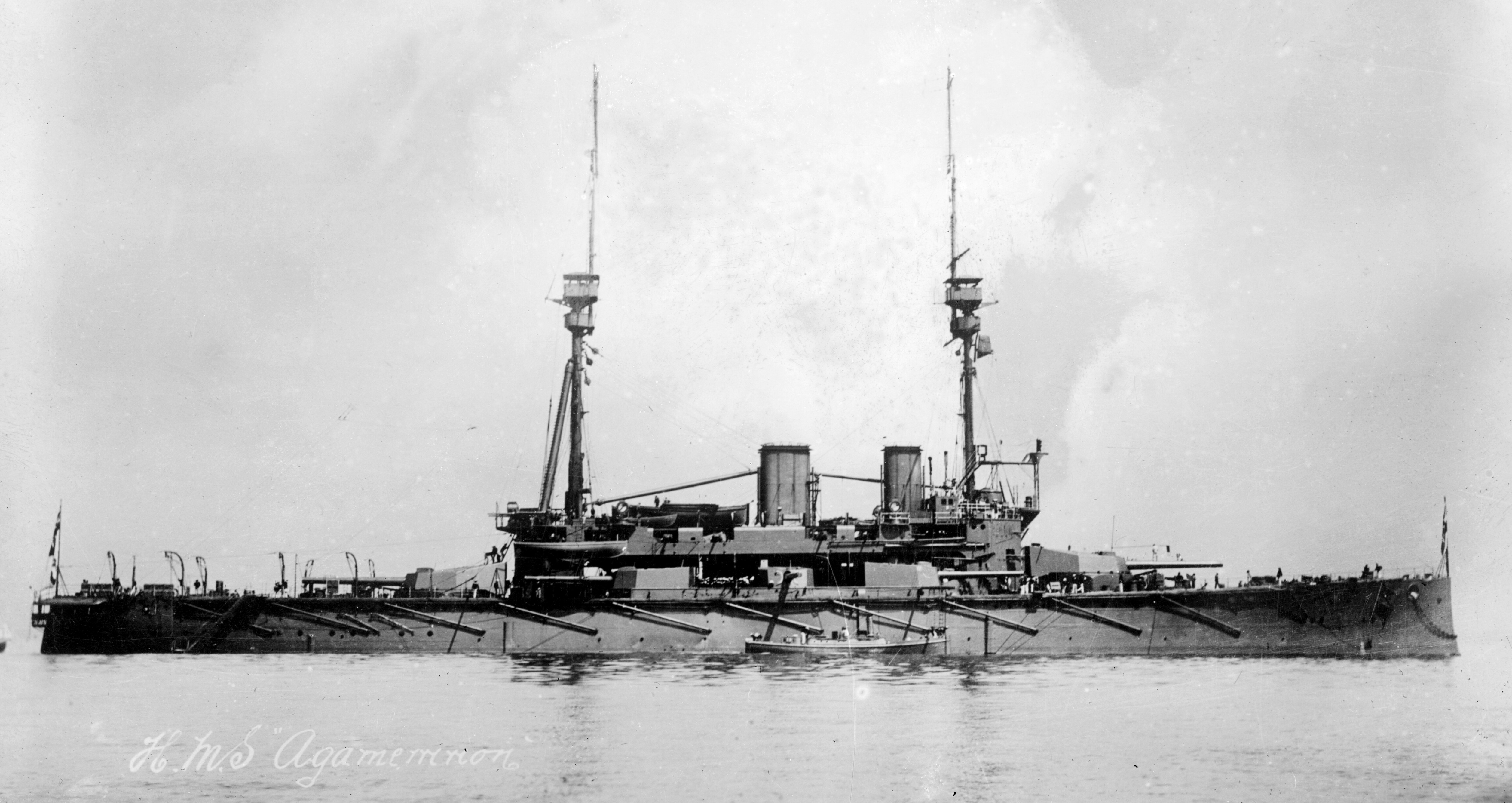
Bitevní loď HMS Agamemnon na jejíž palubě došlo k podpisu příměří

Mudroské příměří (turecky Mondros Mütarekesi) bylo příměří mezi státy Dohody a Osmanskou říší podepsané 30. října 1918, které ukončilo první světovou válku na Blízkém východě a na Kavkazské frontě. Smlouvu podepsali osmanský ministr námořnictva Rauf Orbay a za Dohodu britský admirál Sir Somerset Arthur Gough-Calthorpe na palubě bitevní lodi HMS Agamemnon kotvící v přístavu Mudros na ostrově Lémnos.
Poté, co Britové a Arabové na přelomu září a října obsadili Damašek, během vardarské ofenzívy byla prolomena soluňská fronta, kapitulovalo Bulharsko a došlo k přímému ohrožení Istanbulu, rozhodli se osmanští politici žádat o příměří. Jednání s Brity byla na lodi HMS Agamemnon zahájena 27. října a smlouva byla podepsána o tři dny později, přičemž k zastavení bojů došlo v poledne následujícího dne. Osmanská říše se v podmínkách příměří zavázala vyklidit své posádky mimo Anatolii, na Kavkaze se stáhnout na původní rusko-osmanskou hranici a umožnit flotě Dohody proplouvat úžinami Bospor a Dardanely. Dále se Osmané zavazovali k demobilizaci všech jednotek a k poskytnutí svých přístavů, železnic a dalších strategických objektů silám Dohody. 

V listopadu obsadila vojska Dohody Istanbul a během jednání na mírové konferenci v Paříži došlo k dělení Osmanské říše, které stvrzovala Sèvreská mírová smlouva uzavřená 10. srpna 1920. Smlouvu znamenající rozdělení Osmanské říše mezi vítězné mocnosti odmítl ratifikovat osmanský parlament a po povstání došlo k turecké válce za nezávislost. Turci v čele s Mustafou Kemalem zvítězili v řecko-turecké válce a vynutili si revizi Sèvreské smlouvy. 24. července 1923 byla podepsána Lausannská smlouva, která potvrdila hranice nově vzniklé Turecké republiky.